# Björn Gelotte
Björn Gelotte (ur. 27 sierpnia 1975) – kompozytor i gitarzysta szwedzkiej grupy In Flames. Dołączył do zespołu jako perkusista w roku 1995 i grał na tej pozycji podczas nagrywania albumów The Jester Race i Whoracle. Przeszedł na pozycję gitarzysty po tym jak Niklas Engelin opuścił zespół.
W 2004 roku muzyk wraz z Jesperem Strömbladem został sklasyfikowany na 70. miejscu listy 100 najlepszych gitarzystów heavymetalowych wszech czasów według magazynu Guitar World.
Poza działalnością artystyczną, wraz z Peterem Iwersem Od 2011 roku prowadzi restaurację pod nazwą "2112" w Göteborgu. Nazwa lokalu pochodzi od tytułu płyty zespołu Rush – 2112.

## Pozostałe projekty
Przed dołączeniem do In Flames Björn Gelotte był członkiem grupy Sights. Obecnie jest zaangażowany w side project o nazwie All Ends, dla którego pisze teksty utworów wraz z innym członkiem In Flames, Jesperem Strömbladem. Siostra Björna jest jednym z wokalistów All Ends.

## Sprzęt
Gitara używana przez Björna Gelotta to Gibson Les Paul Custom z EMG 85 humbucker. Używa również gitary ESP Eclipse. W starszych nagraniach In Flames, zarówno Björn jak i drugi gitarzysta Jesper Strömblad grali na gitarach nastrojonych do C (C,F,A#,D#,G,C). W nowszych nagraniach używają stroju drop A# (A#,F,A#,D#,G,C).